# Leptobrachium lumadorum
Leptobrachium lumadorum es una especie de anfibios de la familia Megophryidae.

## Distribución geográfica
Es endémica de Mindanao y Basilán (Filipinas).